# Філ-Кемпбелл (Алабама)
Філ-Кемпбелл (англ. Phil Campbell) — місто (англ. town) в США, в окрузі Франклін штату Алабама. Населення — 992 особи (2020).

## Географія
Філ-Кемпбелл розташований за координатами 34°21′6″ пн. ш. 87°42′23″ зх. д. / 34.35167° пн. ш. 87.70639° зх. д. (34.351539, -87.706319).  За даними Бюро перепису населення США в 2010 році місто мало площу 10,57 км², з яких 10,53 км² — суходіл та 0,04 км² — водойми.

## Демографія
Згідно з переписом 2010 року, у місті мешкало 1148 осіб у 497 домогосподарствах у складі 325 родин. Густота населення становила 109 осіб/км².  Було 580 помешкань (55/км²).
Расовий склад населення:
| - 95,2 % — білих - 0,4 % — корінних американців - 0,2 % — чорних або афроамериканців - 3,0 % — осіб інших рас |

До двох чи більше рас належало 1,2 %. Частка іспаномовних становила 4,0 % від усіх жителів.
За віковим діапазоном населення розподілялося таким чином: 21,9 % — особи молодші 18 років, 60,5 % — особи у віці 18—64 років, 17,6 % — особи у віці 65 років та старші. Медіана віку мешканця становила 42,8 року. На 100 осіб жіночої статі у місті припадало 88,8 чоловіків;  на 100 жінок у віці від 18 років та старших — 87,3 чоловіків також старших 18 років.
Середній дохід на одне домашнє господарство  становив 36 500 доларів США (медіана — 25 852), а середній дохід на одну сім'ю — 41 496 доларів (медіана — 31 484). За межею бідності перебувало 34,4 % осіб, у тому числі 54,8 % дітей у віці до 18 років та 14,4 % осіб у віці 65 років та старших.
Цивільне працевлаштоване населення становило 294 особи. Основні галузі зайнятості: роздрібна торгівля — 20,4 %, виробництво — 19,0 %, освіта, охорона здоров'я та соціальна допомога — 13,3 %, транспорт — 10,9 %.